# 1893 no cinema

## Principais estreias
- Blacksmith Scene, de William K.L. Dickson
- Horse Shoeing, de William K.L. Dickson

## Nascimentos
| Data           | Nome           | Profissão | Nacionalidade | Observações | Ref |
| -------------- | -------------- | --------- | ------------- | ----------- | --- |
| 14 de abril    | José Medina    | diretor   | Brasil        | m. 1980     |     |
| 12 de setembro | Luiz de Barros | diretor   | Brasil        | m. 1982     |     |

## Mortes
| Data | Nome | Profissão | Nacionalidade | Observações | Ref |
| ---- | ---- | --------- | ------------- | ----------- | --- |